# Jag Och Min Far
Jag Och Min Far er et opsamlingsalbum fra den svenske musiker og komponist Eddie Meduza og hans søn Anders Norstedt fra 2014.
Albummet indeholder skitser og sange optaget i 1980'erne og tre bonussange med bandet Norstedtz med Anders Norstedt på sang.

## Spor
1. Slagsmål
2. Idioternas Afton
3. Byfånar
4. Schizofreniklubben
5. Radiohandeln
6. Lanthandeln
7. Hos Doktorn
8. Familjemiddagen
9. Fredrikbergsskolan
10. We Are Wikings
11. Mellantjôt
12. Rockhead
13. Masturberar
14. Ronka

Bonussange:
1. Skattmasen
2. Min Stereo
3. Dä Va Ett Djävla Liv